# Trường Trung học phổ thông Marie Curie
Trường Trung học phổ thông Marie Curie là một trường trung học phổ thông công lập, với diện tích 20.700 m2, ở quận 3, Thành phố Hồ Chí Minh. Đây là một trong những trường trung học lâu đời nhất của Sài Gòn và là trường duy nhất không thay đổi tên ban đầu do người Pháp đặt. Trường được đặt tên theo nhà khoa học Marie Curie.

## Lịch sử hình thành, các tên gọi và quá trình hoạt động
Ngay khi Pháp chiếm xứ Nam Kỳ (Cochinchine) người Pháp đã thiết lập trường học để giảng dạy tiếng pháp và tiếng An Nam, mở trường bổn quốc và trường nữ (trường nữ là Trường Marie Curie sau này). Như vậy, Trường Marie Curie được thiết lập trong khoảng từ năm 1858 đến 1862 (năm Pháp dành quyền bảo hộ xứ Nam Kỳ theo Hòa ước Nhâm Tuất 1862).

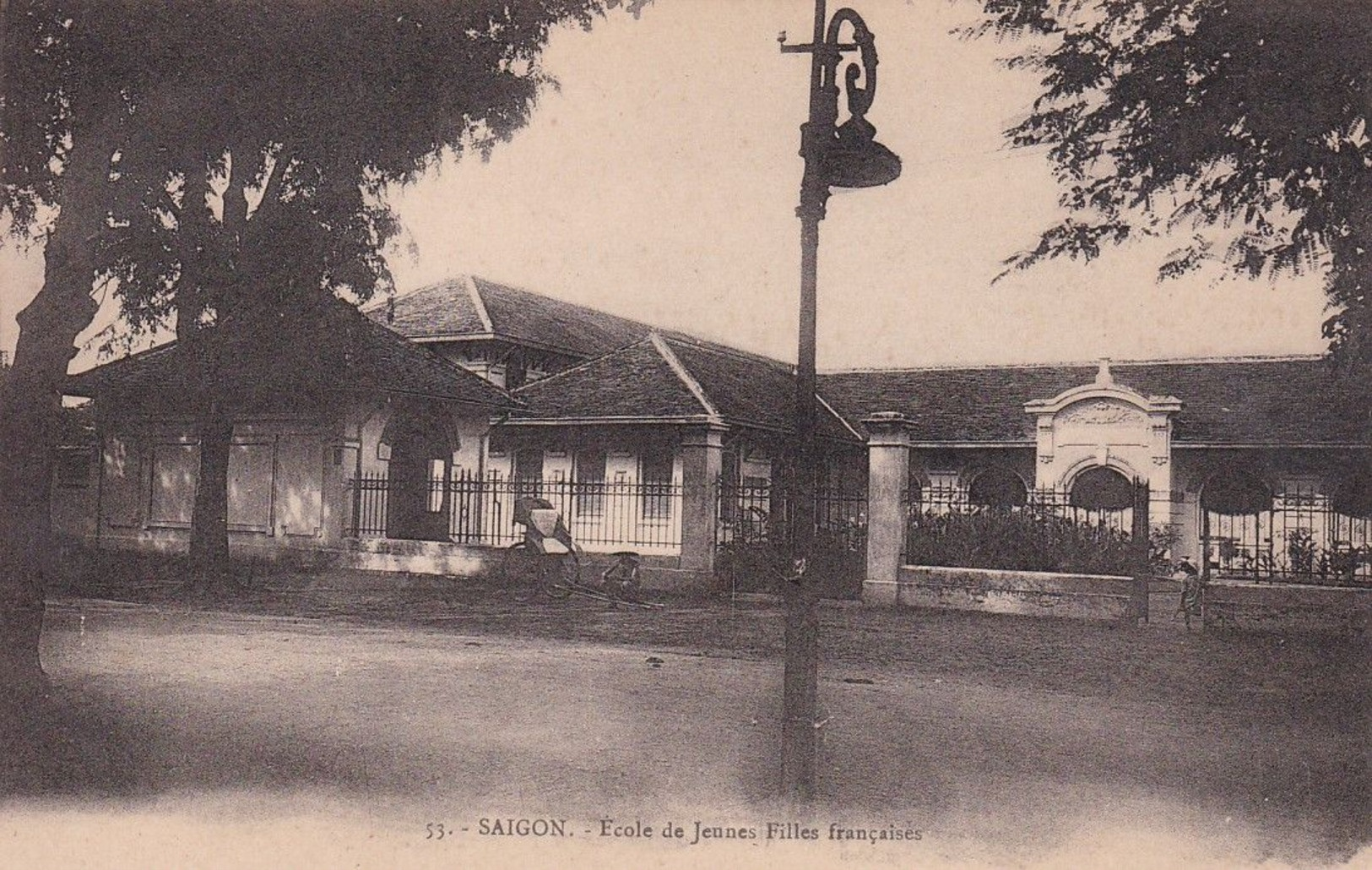
Trường nữ sinh trên một tấm bưu thiếp

Trường mang tên nữ bác học Marie Curie từ năm 1918, là trường dành riêng cho nữ sinh, với tên gọi ban đầu là Cao đẳng tiểu học nữ sinh người Pháp (École Primaire Supérieure des Jeunes Filles Françaises) Lycée Marie Curie. Sau khi Nhật tiến vào Đông Dương năm 1941, trường bị trưng dụng làm bệnh viện nên phải chuyển địa điểm sang một trường mẫu giáo ở đường Phạm Ngọc Thạch ngày nay. Một năm sau, trường được trả lại và dời về địa điểm cũ với tên gọi mới là Trung học cơ sở Calmette. Sau khi quân Pháp trở lại chiếm Sài Gòn vào ngày 23 tháng 9 năm 1945, trường được đổi tên thành Trung học Lucien Mossard. Đầu năm 1948, trường trở lại với tên gọi cũ là Trung học Marie Curie (hay Lycée Marie Curie), mang tên nhà khoa học người Ba Lan – Pháp từng hai lần đoạt giải Nobel Vật lý. Trong thời kỳ Việt Nam Cộng hòa, trường là trường trung học tư thục cho nữ sinh. Đến năm 1970, trường mới tiếp nhận thêm nam sinh theo học.
Sau 30/4/1975, Trường Marie Curie đổi tên thành Trường Phổ thông cấp 2&3 Marie Curie (cũ) cho hai niên học (1975-1976 và 1976-1977); đến niên học 1977-1978, trường không còn dạy các lớp cấp 2 phổ thông hệ 12/12 năm, chỉ dạy cấp 3 phổ thông hệ 12/12 năm (lớp 10, 11 và 12 các khối AB - C - D) nên Trường Phổ thông cấp 2&3 Marie Curie (cũ) đổi tên thành Trường Phổ thông trung học Marie Curie...
Năm 1997, trường được đổi tên thành Trung học phổ thông bán công Marie Curie. Trước đây, trường từng là trường trung học phổ thông lớn nhất Việt Nam với hơn 5000 học sinh mỗi năm. Trường dạy hai ca sáng và chiều với tổng cộng 90 đến 100 lớp trong hơn 50 phòng học. Hiện nay, để tăng chất lượng giáo dục, trường đang giảm dần sĩ số. Hiện trường có gần 200 giáo viên, nhân viên, và hơn 3000 học sinh, với trên 70 lớp.
Năm 2006, trường được chuyển sang hệ công lập với tên gọi Trung học phổ thông Marie Curie cho đến nay. Đồng thời, đồng phục nữ sinh của trường sẽ là váy dài xanh, áo trắng vào các ngày thường, còn thứ 2 đầu tuần, thứ 7 và các ngày lễ mặc áo dài, nam mặc quần xanh, áo trắng, mang giày thể thao bata, và khi học quốc phòng và thể dục thì cả nam lẫn nữ đều mặc đồng phục thể dục.
Năm 2015, trường được UBND TP.HCM công nhận là di tích lịch sử – văn hóa – danh lam thắng cảnh của thành phố.
Ngày 17 tháng 11 năm 2018, trường đã tổ chức lễ kỷ niệm 100 năm ngày thành lập với sự tham dự của hơn 1000 người, gồm những giáo viên - học sinh hiện tại cũng như nhiều cựu giáo viên - học sinh khác, đáng chú ý trong số cựu học sinh trường có nguyên Phó Chủ nhiệm Ủy ban Đối ngoại Quốc hội Tôn Nữ Thị Ninh, Phó Thủ tướng Trương Hòa Bình, nhà thiết kế thời trang Sỹ Hoàng, Ca sĩ Đông Nhi... cùng một số quan chức như Thứ trưởng Bộ GD-ĐT Nguyễn Văn Phúc và Phó Chủ tịch thường trực UBND TP.HCM Lê Thanh Liêm.

## Điều kiện giảng dạy

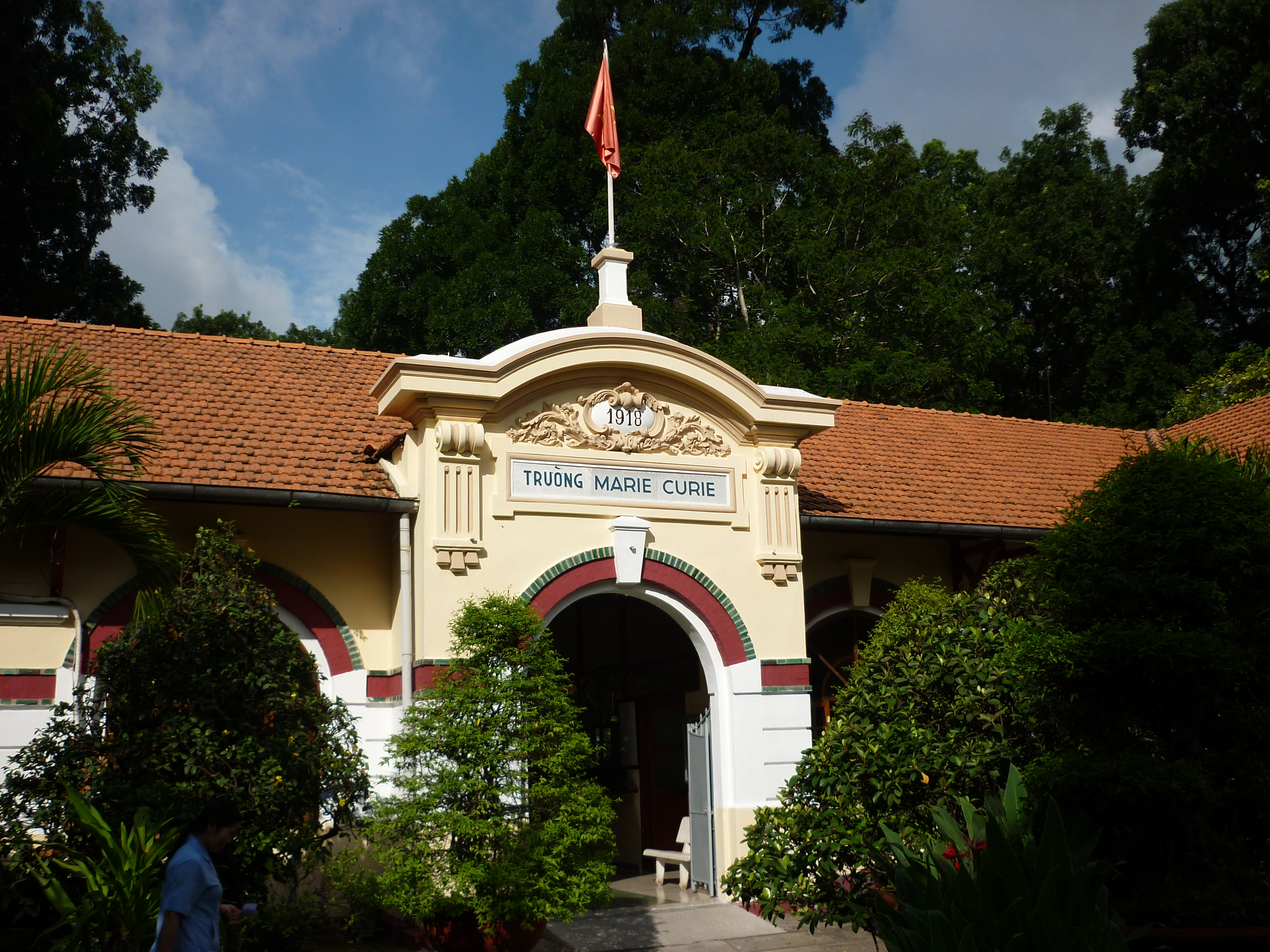
Cổng vào

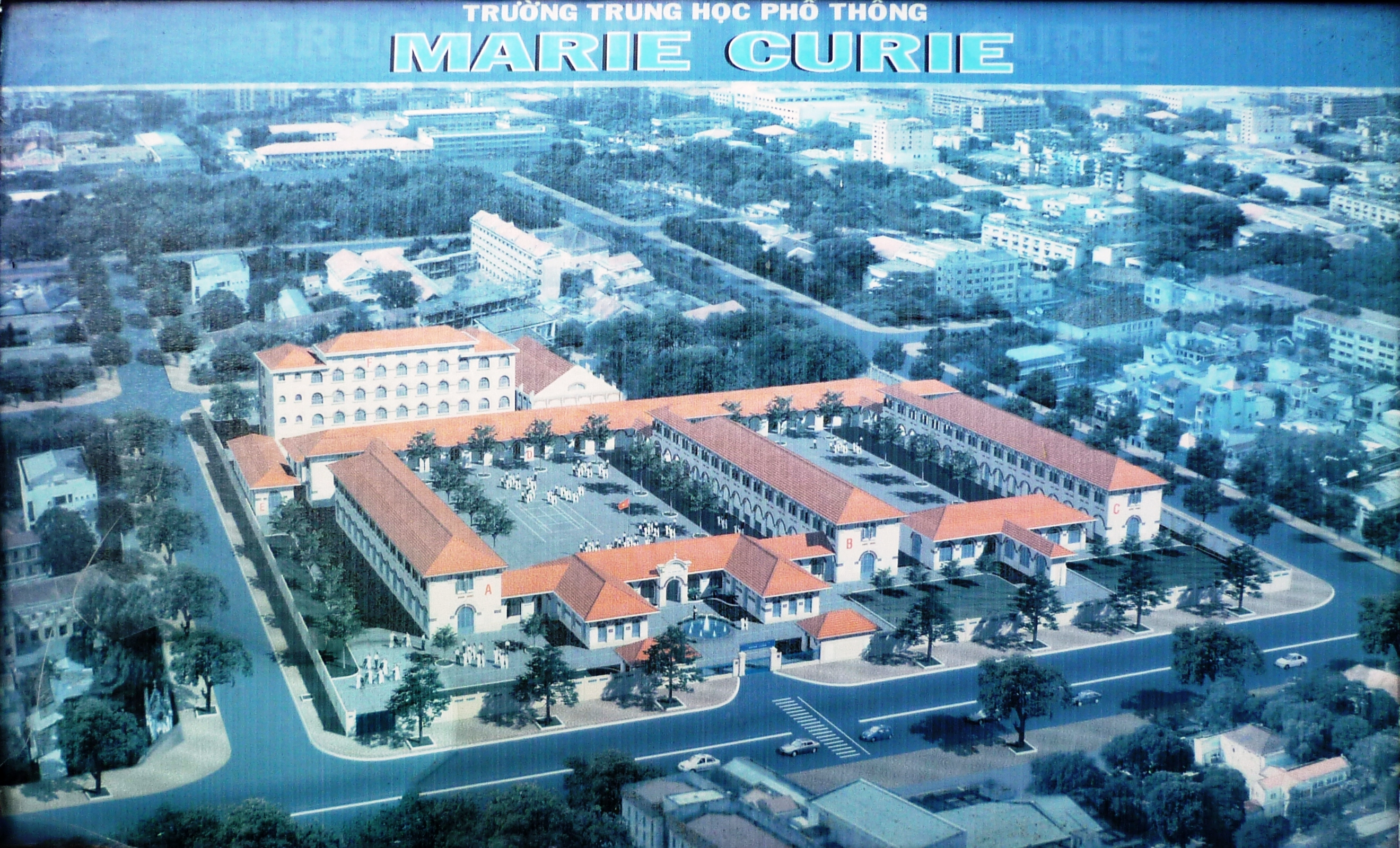
Khuôn viên trường

Tuy là một trường bán công, trường Marie Curie là một trong số các trường có chất lượng đào tạo, thi cử và kỷ luật khá cao. Hiện giờ, cùng với trường THPT chuyên Lê Hồng Phong và THPT Nguyễn Thị Minh Khai, trường Marie Curie là một trong 3 trường Trung học phổ thông có dạy Pháp văn của Thành phố Hồ Chí Minh. Tuy nhiên, chỉ có khoảng 2 lớp Pháp văn và 2 lớp song ngữ (Anh-Pháp) trong tổng số 30 lớp ở mỗi khối.
Trường có 8 dãy phòng học: A, B, C, D, E, F, G và H. Dãy lớn nhất, mới nhất là dãy F, một tòa nhà 4 tầng, nơi đặt các phòng thí nghiệm Lý, Hóa, Sinh, hội trường, phòng lab, phòng vi tính, điện gia dụng và dinh dưỡng và nhà thi đấu thể thao. Dãy nhỏ nhất là dãy H với duy nhất hai phòng. Các phòng học đều được trang bị một micro cho giáo viên. Đa số các phòng được trang bị máy điều hoà nhiệt độ (1 phòng thường có 4 quạt trần và 2 máy điều hoà)
Các lớp học được phân làm hai loại: lớp chọn và lớp thường. Để vào được lớp chọn khối 10, các học sinh tốt nghiệp trung học cơ sở phải có điểm tổng kết năm học lớp 9 hoặc điểm tốt nghiệp cao. Thường thì học sinh lớp chọn cũng có hạnh kiểm khá hơn lớp thường. Theo chương trình phân ban, các lớp được phân chia theo 4 ban: ban A (Toán-Lý-Hóa), ban B (Toán-Hóa-Sinh), ban D (Toán-Văn-Anh) và 2 ban cơ bản.
Kể từ năm 2000 tỉ lệ đậu tốt nghiệp trung học phổ thông luôn thuộc loại cao của thành phố (trên 98%) và năm sau luôn cao hơn năm trước.

## Các phong trào văn nghệ
Trường Marie Curie còn có những phong trào về âm nhạc khá sôi nổi. Đội văn nghệ của trường tham dự giải Chú Voi Con và đạt giải cao trong những năm gần đây.
Khoảng tháng 11 hằng năm, trường lại tổ chức đêm ca nhạc truyền thống quy tụ nhiều ca sĩ nổi tiếng với 2 mục đích: tạo sân chơi giải trí cho các bạn học sinh và quyên góp tiền cho các hoạt động từ thiện. Đội văn nghệ của trường sinh hoạt vào sáng chủ nhật hàng tuần với sự tham gia của rất nhiều bạn với nhiều hoạt động bổ ích
Ngoài ra, trường còn tổ chức các cuộc đi chơi dã ngoại, tham quan, thăm trại trẻ mồ côi thường xuyên hơn nhiều trường khác, tạo điều kiện cho học sinh, giáo viên có cơ hội gần gũi nhau hơn, học tập được nhiều hơn.

## Danh sách các hiệu trưởng
Lycée Marie Curie
- 1948 – 1950: Bà Marie
- 1950 – 1954: Bà Fortunel
- 1954 – 1965: Ông Castagnon
- 1965 – 1974: Ông Gages
- 1974 – 1975: Ông Thevenin

Trường Trung học phổ thông Marie Curie
- 1975 – 1977: Bà Tôn Tuyết Dung[8]
- 1977 – 1978: Bà Lê Thị Loan[8]
- 1978 – 1987: Bà Trần Tố Nga[13][14]
- 1987 – 1992: Bà Hoàng Bảo Quân[8]
- 1992 – 1999: Bà Dương Thu Hằng[8]
- 1999 – 2000: Ông Nguyễn Bác Dụng[8]
- 2000 – 2006: Ông Nguyễn Đình Hân[8]
- 2006 – 2008: Bà Nguyễn Ngọc Lang[8]
- 2008 – 2016: Ông Nguyễn Văn Vân[8] (Thạc sĩ, Nhà giáo Ưu tú)
- 2016 – 2023: Ông Nguyễn Đăng Khoa[8] (Thạc sĩ Vật lý lý thuyết - Vật lý Toán)
- 2023- hiện nay: ông Nguyễn Vân Yên

## Cựu học sinh trường
- Tôn Nữ Thị Ninh[9] – Nguyên Phó Chủ nhiệm Ủy ban Đối ngoại Quốc hội Việt Nam
- Thanh Lan[15][16] – Ca sĩ, diễn viên
- Trương Hòa Bình[9] – Phó Thủ tướng Chính phủ Việt Nam
- Sỹ Hoàng[9] – Nhà thiết kế thời trang
- Ninh Cát Loan Châu – Ca sĩ
- Nguyễn Thiên Nga[17] – Hoa hậu Việt Nam 1996
- Nhật Tinh Anh[18][19] – Ca sĩ
- Quang Vinh[17] – Ca sĩ
- Huỳnh Đông[20] – Diễn viên
- Akira Phan[18][19] – Ca sĩ
- Thùy Lâm[21] – Ca sĩ, Hoa hậu Hoàn vũ Việt Nam 2008
- Bảo Thy[22] – Ca sĩ
- Đông Nhi[21] – Ca sĩ
- Võ Hoàng Yến[21] – Siêu mẫu, Á hậu 1 cuộc thi Hoa hậu Hoàn vũ Việt Nam 2008
- Suboi[17] – rapper, ca nhạc sĩ, diễn viên
- Gin Tuấn Kiệt[18][19] – Ca nhạc sĩ, diễn viên
- Cao Bá Hưng[23] – Ca nhạc sĩ, quán quân Bài hát hay nhất (mùa 1)